# Egon Adler
Egon Adler (Großpösna, 18 de febrero de 1937-Leipzig, 28 de enero de 2015) fue un ciclista alemán que corrió entre los años 50 y 60.
En 1960 participó en los Juegos Olímpicos de Roma, ganando una medalla de plata en la Contrarreloj por equipos en un equipo alemán unificado junto a Gustav-Adolf Schur, Erich Hagen y Günter Lörke.

## Palmarés
1958
- Campeón de la RDA persecución por equipos
- 1 etapa de la Carrera de la Paz

1959
- Campeón de la RDA persecución por equipos
- 2 etapas de la Carrera de la Paz

1960
- 2 etapas de la Carrera de la Paz
- Medalla de plata en los 100 km por equipos de los contrarreloj por equipos